# Municipio de Santa Maria Cahabon
Municipio de Santa Maria Cahabon är en kommun i Guatemala.   Den ligger i departementet Departamento de Alta Verapaz, i den centrala delen av landet, 130 km nordost om huvudstaden Guatemala City.